# Mojado
«Mojado» es una canción de pop latino escrita por el cantautor guatemalteco Ricardo Arjona para su décimo álbum de estudio, Adentro de 2005. Fue lanzado en 2006 como el sencillo principal del álbum en México, pero el tercer sencillo del álbum en general.

## Composición
«Mojado» tiene influencias de la música norteña y tejana, principalmente impulsada por la presencia de la banda mexicana Intocable como artistas destacados en la canción. Líricamente, la canción gira en torno a la inmigración, contando la historia de un hombre que abandona su país a otro en busca de una mejor calidad de vida.